# Fernando Sáenz Lacalle
Fernando Sáenz Lacalle (Cintruénigo, España; 16 de noviembre de 1932 - La Libertad, El Salvador; 28 de abril de 2022) fue un sacerdote del Opus Dei y arzobispo católico español, afincado en El Salvador. Fue el arzobispo de San Salvador, entre 1995 y 2008 y obispo auxiliar de Santa Ana, entre 1984 y 1995.

## Biografía

### Primeros años y formación
Fernando Sáenz Lacalle nació el  16 de noviembre de 1932, en el municipio español de Cintruénigo. Hijo de Eusebio Sáenz Sánchez y Constanza Lacalle Cámara.
Obtuvo el doctorado en Sagrada Teología, por la Pontificia Universidad Lateranense (Roma), en 1959; con la tesis: La participación de los fieles en la Victima del Sacrificio de la Misa a la luz de la liturgia.
Obtuvo la licenciatura en ciencias químicas, por la Universidad de Zaragoza, España. En 1962 llegó a El Salvador.

### Sacerdocio
Su ordenación sacerdotal fue el 9 de agosto de 1959 en Madrid, junto a otros miembros del Opus Dei. Como sacerdote desempeñó los siguientes ministerios:
- Capellán de clubes juveniles en San José, Costa Rica (1959-1961).
- Capellán de Residencias Universitarias masculinas y femeninas, en San José (Costa Rica) (1959-1961), y en San Salvador (1962-1983).
- Capellán del Centro Cultural Buenos Aires, San Salvador.
- Asesor del Instituto de Cooperación y Educación Familiar (ICEF).
- Promotor y capellán del Centro Cultural Sirama para la capacitación de la mujer a nivel operativo.
- Miembro de la Comisión Nacional de Preparación Espiritual para la venida del papa Juan Pablo II a El Salvador.
- Vicario delegado de la Prelatura de la Santa Cruz y Opus Dei en El Salvador.

Dirigió multitud de cursos de retiros, conferencias, cursos de religión a diversos niveles superior y elemental, y a todo tipo de personas, tanto hombres como mujeres, de toda edad y condición.

## Episcopado

### Obispo auxiliar de Santa Ana
El 22 de diciembre de 1984, el papa Juan Pablo II lo nombró obispo titular de Tabbora y obispo auxiliar de Santa Rosa. Fue consagrado el 6 de enero de 1985, en la Basílica de San Pedro, a manos del papa Juan Pablo II.
El 3 de julio de 1993, Juan Pablo II lo nombró administrador apostólico del Obispado castrense de El Salvador.

### Arzobispo de San Salvador
El 22 de abril de 1995, el papa Juan Pablo II lo nombró arzobispo de San Salvador. Tomó posesión canónica el 13 de mayo del mismo año.
Poco después realizó una serie de movimientos del personal arquidiocesano, cierre de programas del arzobispado y de cambios al plan de estudios del seminario diocesano. Sáenz defendió su postura diciendo que la Iglesia debe hablar en nombre de los pobres y necesitados, pero nunca debe llegar a estar implicada en activismo o política. Saénz apoyó la causa de la canonización de su predecesor, Óscar Romero, a quién no solo conoció personalmente, sino que llegó a ser su confesor. Saénz Lacalle acompañó a monseñor Romero, el mismo día de su asesinato a una actividad formativa en la que se trató de la Guerra cristera (México) y del beato Miguel Agustín Pro Juárez. Y posteriormente lo trasladó en coche al Hospital de la Divina Providencia, en cuya capilla sería asesinado horas después, mientras presidía la celebración eucarística.
En 1996, recibió al papa Juan Pablo II, en su segunda visita a El Salvador. 
En 1997 en su condición de administrador apostólico del Ordinariato Militar fue ascendido a general de brigada de la Fuerza Armada de El Salvador.
Mantuvo el cargo de administrador apostólico del obispado castrense, hasta el 19 de junio de 1997.
Entre 1998 a 1999, fue administrador apostólico de Santa Ana.
El arzobispo presidió la inauguración de la nueva catedral metropolitana de San Salvador, el 19 de marzo de 1999, cuya construcción se había prolongado desde 1956. En 2001 tuvo que hacer frente a la grave destrucción que dejaron en el país, los terremotos del enero y febrero de ese año, promoviendo planes de reconstrucción con ayuda de grupos eclesiales del exterior. En varias ocasiones durante su arzobispado, criticó la promoción del aborto y los anticonceptivos, apoyando a la organización católica "Sí a la Vida". Como presidente de la Conferencia Episcopal, se manifestó en varias ocasiones contra la sobreexplotación minera del país, por los daños que provoca en las personas y en el medio ambiente.

### Renuncia
En 2007, presentó su renuncia como lo establece el Código de Derecho Canónico por límite de edad. El 27 de diciembre de 2008, el papa Benedicto XVI aceptó su renuncia, como arzobispo de San Salvador, nombrando a su sucesor al mismo tiempo.

## Fallecimiento
Falleció a las 5:50 de la mañana del 28 de abril de 2022, a los 89 años de edad, a consecuencia del alzheimer que padeció los últimos diez años de su vida y que le limitó notablemente su actividad pastoral. Esta enterrado en la cripta de la Catedral Metropolitana de San Salvador.